# Atorella subglobosa
Atorella subglobosa är en manetart som beskrevs av Ernst Vanhöffen 1902. Atorella subglobosa ingår i släktet Atorella och familjen Atorellidae. Inga underarter finns listade i Catalogue of Life.